# Ahmed Ould Daddah

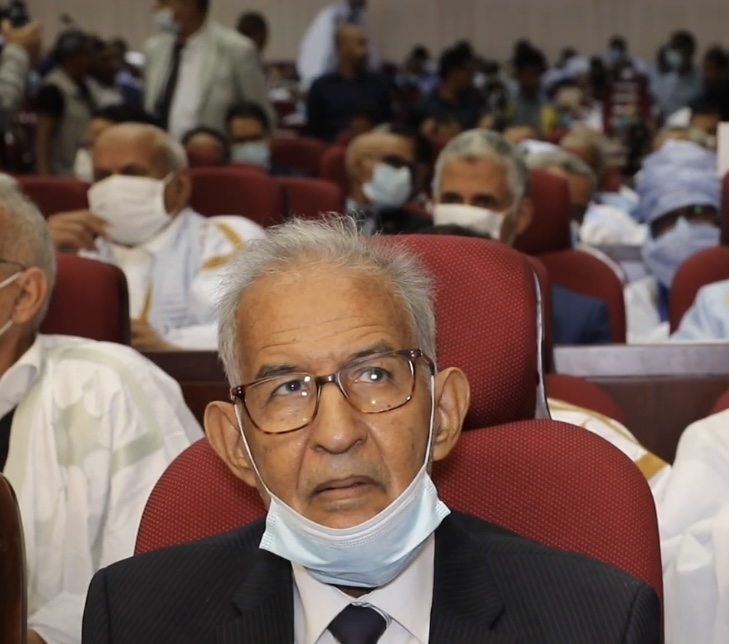
Ahmed Ould Daddah

Ahmed Ould Daddah (7 de agosto de 1942), es un economista y político de Mauritania, emparentado con el que fuera primer presidente del país, Moktar Ould Daddah.
Comenzó su carrera en 1971 como director general de la división de Importación y Exportación del Banco Central de Mauritania. Ha sido economista del Banco Mundial y ministro de Finanzas y de Comercio (1978). Participó en las elecciones presidenciales en enero de 1992, recibiendo el 32,73% de los votos, por detrás del vencedor, Maaouya Ould Sid'Ahmed Taya. Después del boicot en las elecciones de 1997, se presentó en las elecciones de 2003 donde sólo obtuvo un 6,89% de votos. Se ha presentado de nuevo como candidato de la Concentración de Fuerzas Democráticas a las Elecciones presidenciales de Mauritania en 2007, habiendo superado la primera vuelta, aunque en la segunda, frente a Sidi Uld Cheij Abdallahi, fue derrotado, obteniendo el 47,15% de los votos.